# العلاقات الأندورية التوفالية
العلاقات الأندورية التوفالية هي العلاقات الثنائية التي تجمع بين أندورا وتوفالو.

## مقارنة بين البلدين
هذه مقارنة عامة ومرجعية للدولتين:
| وجه المقارنة                                              | أندورا                                                     | توفالو                         |
| --------------------------------------------------------- | ---------------------------------------------------------- | ------------------------------ |
| المساحة (كم2)                                             | 468                                                        | 26                             |
| عدد السكان (نسمة)                                         | 76.18 ألف                                                  | 11.19 ألف                      |
| الكثافة السكانية (ن./كم²)                                 | 16.28 ألف                                                  | 43.04 ألف                      |
| العاصمة                                                   | أندورا لا فيلا                                             | فونافوتي                       |
| اللغة الرسمية                                             | اللغة الكتالونية                                           | اللغة التوفالوية، لغة إنجليزية |
| العملة                                                    | يورو                                                       | دولار توفالو                   |
| الناتج المحلي الإجمالي (بليون دولار)                      | 3.01 مليار                                                 | 39.73 مليون                    |
| الناتج المحلي الإجمالي (تعادل القوة الشرائية) بليون دولار |                                                            | 38.93 مليون                    |
| الناتج المحلي الإجمالي الاسمي للفرد دولار أمريكي          |                                                            | 3.29 ألف                       |
| الناتج المحلي الإجمالي للفرد دولار أمريكي                 |                                                            | 3.77 ألف                       |
| مؤشر التنمية البشرية                                      | 0.858                                                      |                                |
| رمز المكالمات الدولي                                      | +376                                                       | +688                           |
| رمز الإنترنت                                              | .ad                                                        | .tv                            |
| المنطقة الزمنية                                           | ت ع م+01:00، توقيت وسط أوروبا، ت ع م+02:00، أوروبا/أندورا ‏ | ت ع م+12:00                    |

## منظمات دولية مشتركة
يشترك البلدان في عضوية مجموعة من المنظمات الدولية، منها:
| علم المنظمة | اسم المنظمة                  | تاريخ انضمام أندورا | تاريخ انضمام توفالو |
| ----------- | ---------------------------- | ------------------- | ------------------- |
|             | يونسكو                       | 20 أكتوبر 1993      | 21 أكتوبر 1991      |
|             | الأمم المتحدة                | 28 يوليو 1993       | 5 سبتمبر 2000       |
|             | الاتحاد الدولي للاتصالات     | 12 نوفمبر 1993      | 15 أغسطس 1996       |
|             | منظمة حظر الأسلحة الكيميائية | ?                   | ?                   |

## وصلات خارجية
- موقع وزارة الخارجية الأندورية